# Mutsatsir
Mutsatsir (Musasir) va ser un regne fidel aliat i vassall d'Urartu que posseïa un santuari dedicat al rei Ardini al qual els reis d'Urartu, que tenien com a déu principal a Khaldi, sentien una gran devoció. Va passar a Urartu des del 828 aC i va restar lleial a l'aliança urartiana.
L'any 828 aC el rei d'Assíria Salmanassar III va enviar l'exèrcit al Mutsatsir, però no el va poder sotmetre. El rei d'Urartu diu que en aquest any va dominar el país, però no se sap si per submissió espontània després de l'atac assiri, o va ser conquerit després d'aquest atac aprofitant el desgavell, o bé havia estat conquerit ja poc abans.
Cap al 736 aC i el 735 aC el rei assiri Teglatfalassar III va fer diversos intents per controlar els regnes de Kubutxkia, Mutsatsir i Manna que no van reeixir i es van mantenir lleials a Urartu. Poc temps després d'això trobem el rei Rusa I que va arribar al tron d'Urartu el 735 aC, donar el tron del Mutsatsir un rei amic seu anomenat Urzana. Els fets els explica l'estela de Rusa I trobada a Topzüae on diu que Rusa I va establir a Urzana com a rei i aquest després de 15 de cerimònies religioses d'agraïment, va posar totes les seves forces al servei d'Urartu, i junts, sota advocació de Khaldi, la deïtat tutelar d'Urartu, van envair la terra de Lullu, fent una gran matança d'enemics assiris. La data no s'ha pogut establir però ha de ser posterior al 734 aC i anterior al 715 aC.
El 713 aC, derrotat Rusa I pels assiris es va refugiar junt amb el rei Metatti de Zikurtu a Mutsatsir, que va restar-li fidel. Els assiris van saquejar Urartu, i després van marxar contra Urzana de Mutsatsir i la seva capital va ser saquejada, inclòs el famós temple del déu Ardini. Rusa I va morir el 713 aC i del regne de Mutsatsir ja no se'n torna a parlar.

## Reis
- Urzana cap a l'any 715 aC